# Hydroptila quinaria
Hydroptila quinaria är en nattsländeart som beskrevs av Wells och Dudgeon 1990. Hydroptila quinaria ingår i släktet Hydroptila och familjen smånattsländor. Inga underarter finns listade i Catalogue of Life.